# Sunny Afternoon (musical)
Sunny Afternoon è un musical con libretto di Joe Penhall e musiche dei Kinks. Il musical, che debuttò a Londra nel maggio 2014, vinse il Laurence Olivier Award al miglior nuovo musical. Il musical racconta della formazione e del successo dei Kinks e ripercorre i più grandi successi del gruppo, come Lola, Waterloo Sunset e l'eponima Sunny Afternoon.